# 天罪
天罪，為台灣的男性輕小說作家，本名未公開。出道作品是紫宸社2003年出版的《幻想異聞錄》，雖是自網路小說發跡，但作品有相當的日系動漫風格，筆風兼有趣味及嚴肅性，可說是台灣日系輕小說的早期作家。
天罪第一部公開作品其實是在小說頻道與另一名作者合作的《龍之魔導士》，之後才獨立創作《幻想異聞錄》，但據聞天罪與此作中所並沒有太多干預，目前此作後續已無下文，而天罪本人則說：「這是年輕時所犯下的錯。」
天罪在鮮文學網創立角色小說書系時曾出版《邊境奇譚》，2008年退伍之後轉往天使出版社出版《魔法戰騎浪漫譚》。同時出道作品《幻想異聞錄》亦於修訂後，2011年起由天使出版社再版，除故事主線相同外，用字及橋段皆有大幅更改。
目前除《龍之魔導士》外，天罪所有作品之插圖皆為夜風所繪，兩人亦曾於同人誌即賣會共同銷售自費出版作品。

## 作品
| 作品名稱                                         | 己出版本數 | 出版社              | 備註                                                     |
| ------------------------------------------------ | ---------- | ------------------- | -------------------------------------------------------- |
| 《幻想異聞錄》                                   | 全七冊     | 紫宸社              |                                                          |
| 《幻想異聞錄》                                   | 全七冊     | 天使出版社          | 修訂新版。                                               |
| 《幻想異聞錄II》                                 | 全九冊     | 紫宸社              |                                                          |
| 《聖銀幻想曲》                                   | 全七冊     | 四季出版社          | 幻想異聞錄Ⅱ修訂新版。                                    |
| 《混沌異書紀》                                   | 全七冊     | 四季出版社          | 幻想異聞錄Ⅲ。                                            |
| 《龍之魔導士》                                   | 四冊未完   | 小說頻道            | 與另一名作者光一合作，後續已無下文。                     |
| 《邊境奇譚》                                     | 全七冊     | 鮮文學網            |                                                          |
| 《邊境奇譚初始篇》                               | 全一冊     | 鮮文學網            | 類似前傳性質，但實質上為第一集。                         |
| 《邊境奇譚時之歌》                               | 全一冊     | 鮮文學網            | 外傳                                                     |
| 《魔法戰騎浪漫譚》                               | 全十冊     | 天使出版社          |                                                          |
| 《魔法戰騎浪漫譚約翰外傳》                       | 全兩冊     | 天使出版社          | 外傳                                                     |
| 《打工勇者》                                     | 全七冊     | 典藏閣 不思議工作室 |                                                          |
| 《聖戰》                                         | 全七冊     | 四季出版社          |                                                          |
| 《明明是魔族的我，為什麼變成了拯救人界的英雄？》 | 一冊未完   | 魔豆文化            | 連載中                                                   |
| 《黑之機關浪漫譚》                               | 全一冊     | 自費出版            | 為同人誌，內容是魔法戰騎浪漫譚的外傳故事。               |
| 《電腦空間浪漫譚》                               | 全一冊     | 自費出版            | 為同人誌，內容是魔法戰騎浪漫譚的外傳故事。               |
| 《戀愛攻略浪漫譚》                               | 全一冊     | 自費出版            | 為同人誌，內容是魔法戰騎浪漫譚的外傳故事。               |
| 《妄想異聞錄‧學園篇》                            | 全一冊     | 自費出版            | 為同人誌，內容是幻想異聞錄的同人故事。                   |
| 《妄想異聞錄‧亂鬥篇》                            | 全一冊     | 自費出版            | 為同人誌，內容是幻想異聞錄結合魔法戰騎浪漫譚的同人故事。 |
| 《妄想異聞錄‧異界篇》                            | 全一冊     | 自費出版            | 為同人誌，內容是幻想異聞錄的同人故事。                   |
| 《妄想異聞錄‧網遊篇》                            | 全一冊     | 自費出版            | 為同人誌，內容是幻想異聞錄的同人故事。                   |
| 《艾斯．奇瓦拉的大冒險》                         | 全一冊     | 自費出版            | 為同人誌，內容是幻想異聞錄的同人故事。                   |
| 《打工魔王》                                     | 全一冊     | 自費出版            | 為同人誌，內容是打工勇者的同人故事。                     |

## 外部連結
- 天罪異想（部落格）（页面存档备份，存于）
- 天罪異想（臉書粉絲團）